# ویت/این
ویت/این (انگلیسی: With/In) یک فیلم درام آنتولوژی آمریکایی محصول ۲۰۲۱ است که داستان آن حول محور حبس و انزوا می چرخد.
این فیلم در دو بخش در جشنواره فیلم ترایبکا در ۱۳ و ۱۴ ژوئن ۲۰۲۱ منتشر شد.

## External links
- ویت/این در بانک اطلاعات اینترنتی فیلم‌ها (IMDb) (بخش ۱)
- ویت/این در بانک اطلاعات اینترنتی فیلم‌ها (IMDb) (بخش ۲)